# Vietnam (computerspel)
Vietnam is een computerspel voor de Commodore 64 dat werd geschreven door Marco Mietta en werd uitgegeven door Systems Editoriale s.r.l./Commodore (Software) Club. Het spel werd uitgebracht in 1986. Het is een horizontaal scrollende shoot 'em up waarbij de speler een helikopter van de 1st Air Cavalry Division van het United States Army moet besturen ten tijde van de Vietnamoorlog. Het spel is voor een speler.